# Julio Sosa

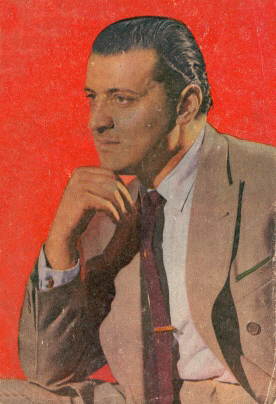
Julio Sosa

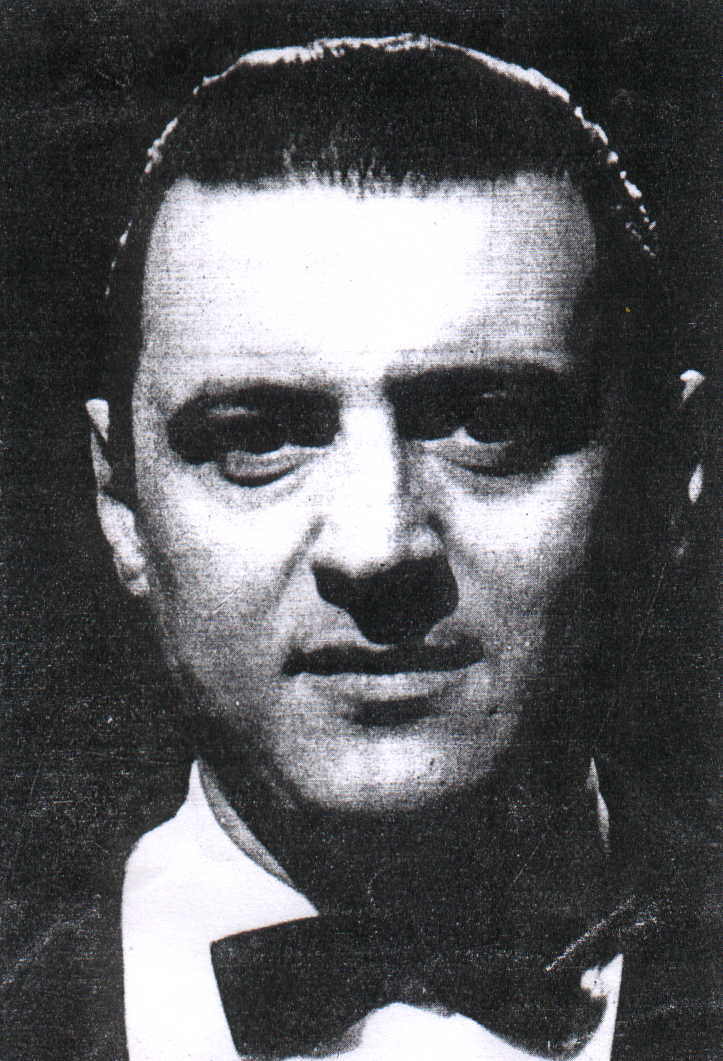
Julio Sosa

Julio María Sosa Venturini (* 2. Februar 1926 in Las Piedras, Uruguay; † 26. November 1964 in Buenos Aires, Argentinien), besser bekannt als Julio Sosa, genannt El Varón del Tango,  war ein uruguayischer Musiker und Sänger des Tango.

## Werke (Auswahl)
- Justo el 31 (1953)
- Bien bohemio (1953)
- Mala suerte (1953)
- ¡Quién hubiera dicho! (1955)
- Abuelito (1955)
- Padrino Pelao (1955)
- Cambalache (1955)
- Seis Años (1960)
- La Cumparsita (porque canto así) (1961)
- Rencor (1961)
- María (1962)
- Tarde (1962)
- En esta tarde gris (1963)
- Nada (1963)
- Nunca tuvo novio (1963)
- Qué me van a hablar de amor (1963)
- Guapo y varón (1964)
- El firulete (1964)
- La gayola (1964)